# Ibrahim Kodra
Ibrahim Shaban Likmetaj Kodra (Ishëm, 22 aprile 1918 – Milano, 7 febbraio 2006) è stato un pittore albanese, attivo in Italia in ambito milanese. È considerato l'unico pittore albanese ad aver ottenuto successo e riconoscimenti a livello mondiale.

## Biografia
Formatosi inizialmente in Albania, dove frequentò la American Vocational School e vinse il Premio Tirana, si trasferì a Milano nel 1938 grazie a una borsa di studio messa a disposizione dalla Regina dell'Albania Géraldine; si iscrisse all'Accademia di Brera, dove ebbe come maestri Carlo Carrà, Aldo Carpi e Achille Funi e si aggiudicò il Premio Hayez. Partecipò combattendo con la Resistenza italiana e nel suo studio milanese morì il 28 settembre 1944 Ciri Agostoni, a causa di un colpo d'arma da fuoco esploso accidentalmente durante la preparazione di un'azione partigiana. L'anno seguente fu tra i firmatari del manifesto con cui si chiedeva la nomina di Carpi a direttore dell'Accademia di Brera dopo la deportazione a Mauthausen e Gusen.
Dopo una lunga carriera a Milano, morì nel 2006 e venne sepolto nel paese natale, presso il Castello di Ishëm.

## Stile

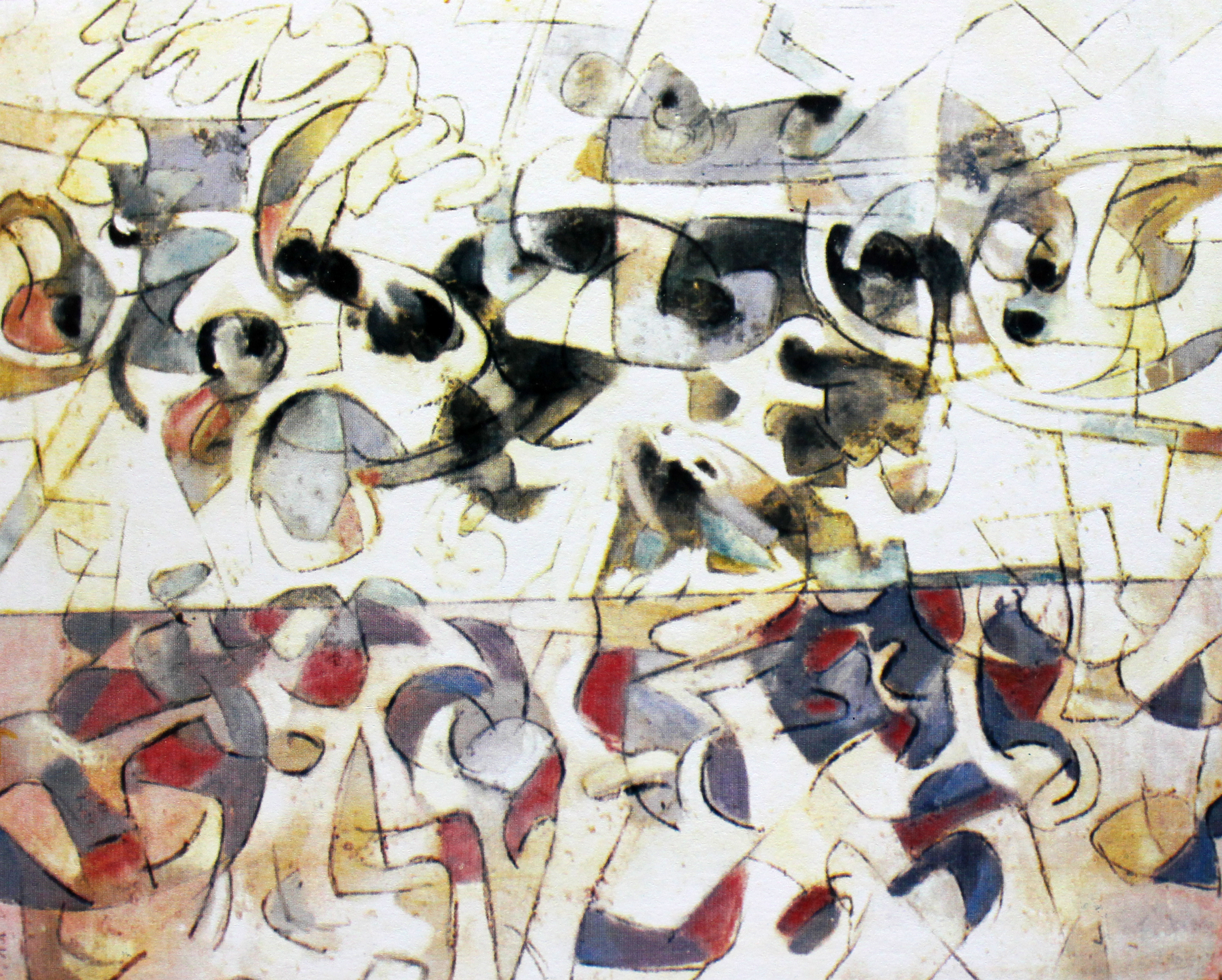
Il mare, Galleria Nazionale d'arte del Kosovo

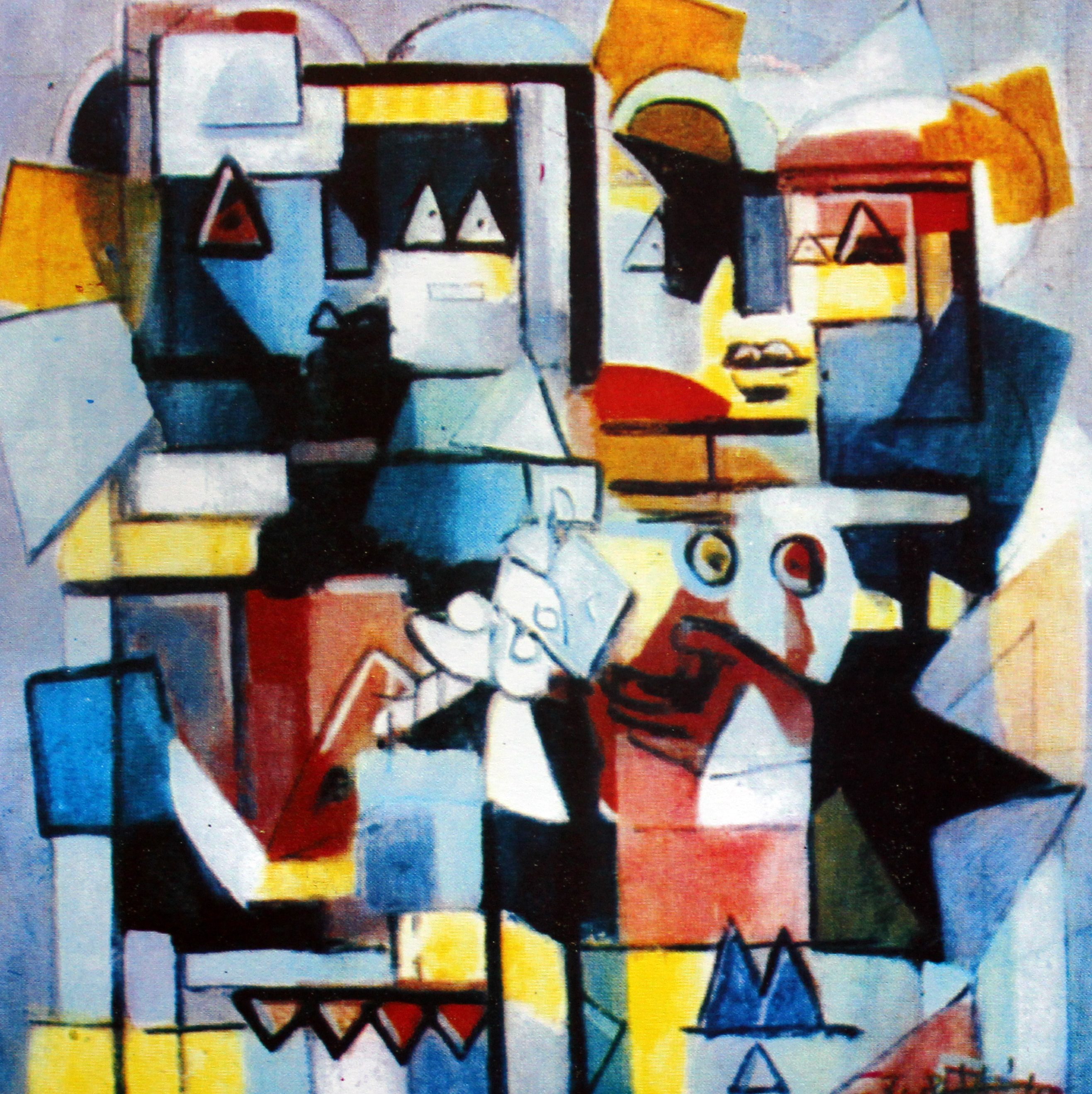
L'appuntamento, Galleria Nazionale d'arte del Kosovo

Pablo Picasso affermò la firma di Kodra è già un'opera d'arte mentre nel 1940 Paul Éluard disse che Kodra deve essere considerato il padre di una nuova civilizzazione del mondo.

### Novecento e Cèzanne
Dapprima inserito nel solco stilistico novecentista, anche in conseguenza delle esperienze pittoriche dei suoi maestri braidensi, attinse in seguito alla lezione di Cézanne. Nella sua produzione rimase comunque vivo un certo gusto orientaleggiante, soprattutto nell'uso estroso dei colori e nelle geometrie tipiche delle composizioni musive, derivante dalle sue origini balcaniche e dalla sua prima formazione albanese. Le opere di questo primo periodo sono caratterizzate dalla convivenza fra una certa «anarchia espressionista» e una notevole limpidezza e ariosità dei paesaggi, spesso letti in chiave lirica ed esotica.

### Le opere astratte e neocubiste
Con il tempo si verificò uno spostamento stilistico dalla maniera cézanniana all'astrazione (caratterizzata da una certa brillantezza compositiva) e infine al cubismo. Nelle ricerche artistiche di Kodra, influirà molto il cubismo di Pablo Picasso, soprattutto dopo la loro amicizia nata nel 1948 a Roma, al punto che gli stessi giornali spagnoli parlando di Picasso indicavano Kodra come «l'ultimo post-cubista in Europa».. In questa nuova fase la sua pittura si sofferma su figure umanoidi e robotiche costruite per mezzo di forme geometriche e caratterizzate da teste quadrate o rettangolari e da occhi triangolari, con chiare influenze da parte delle raffigurazioni neocubiste di Gino Meloni e prima ancora di Ennio Morlotti. La pittura di Kodra consiste in questo periodo in un'interpretazione personale, di tipo fantastico, del cubismo, con la peculiarità che le scomposizioni tipiche del cubismo analitico vengono proposte secondo un'impostazione propria più del cubismo sintetico. Il tentativo di uscita dalle formule precostituite generò la caduta in altre formule, esteticamente più gradevoli.
Il gusto per la raffigurazione geometrica e stilizzata della figura umana) sembrò essere fonte di ispirazione per Xante Battaglia e Hassan Vahedi, pittore iraniano naturalizzato italiano.

## Esposizioni

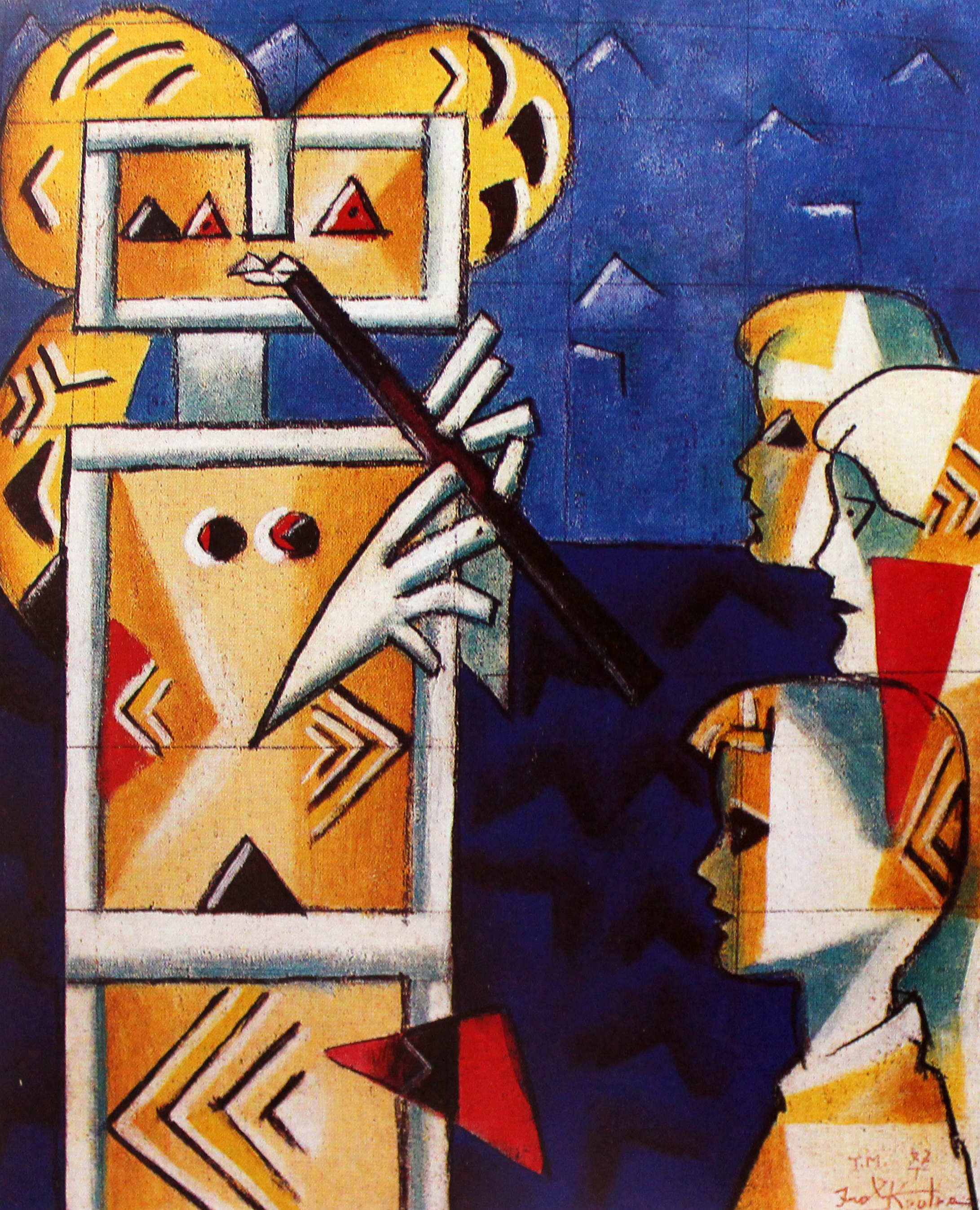
La lezione di musica, Galleria nazionale d'arte del Kosovo

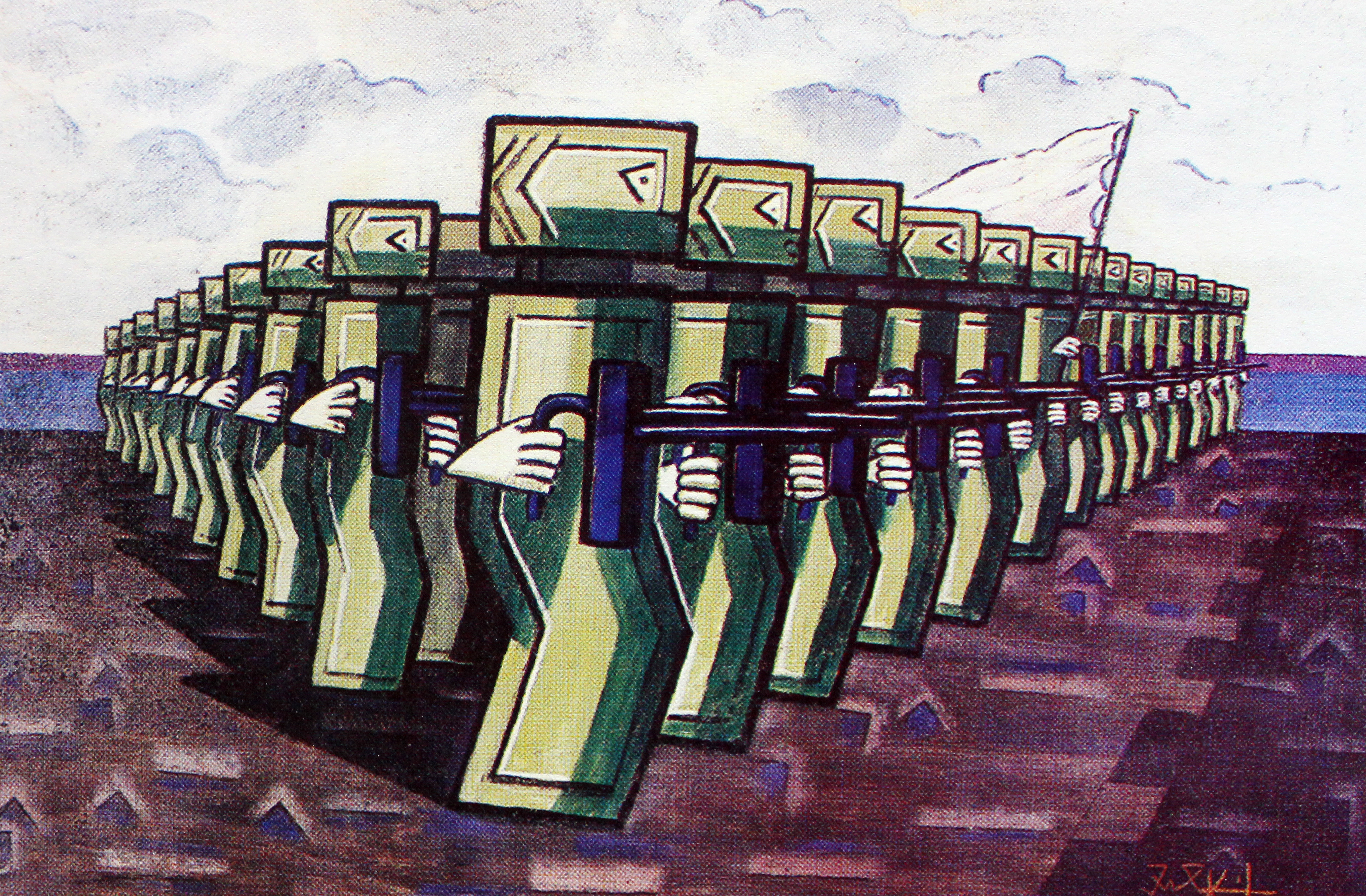
La guerra per la pace, Galleria nazionale d'arte del Kosovo

Partecipò nel 1943 alla Mostra del disegno italiano contemporaneo alla Galleria Cairola di Milano, insieme a Emilio Vedova, Renato Guttuso, Giacomo Manzù, Cassinari, Morlotti e altri. Espose ad una collettiva del gruppo Oltre Guernica, di cui fece parte, e nel 1954 espose nella Mostra del disegno e dell'incisione contemporanea insieme a Pablo Picasso, Modigliani, Rouault e Dufy a Chiavari.
Nel 1959 prese parte alla mostra collettiva 50 anni d'arte a Milano. Dal divisionismo ad oggi, tenuta presso la sede della Società Permanente, con le opere Fucilazione della madre, Natura morta e Tempo di rifiorire.
L'anno successivo espose a una collettiva di litografie presso la Galleria Montenapoleone di Milano con Joan Miró, Birolli, Delaunay, Ernst, Kokoschka, Léger e Severini e partecipò al II concorso di pittura estemporanea - Premio Bice Bugatti, indetto dal comune di Nova Milanese, con il dipinto Giornata di sole a Nova: l'opera, dominata dalle geometrie bizantine, dalle tonalità grigiastre e azzurrognole e da un'atmosfera irreale, venne acquistata dalla Provincia di Milano per la propria collezione artistica ed esposta nel 1988 alla mostra Il Novecento a Palazzo Isimbardi, curata da Raffaele De Grada.
Nel 1965 espose a Bologna e Torino alla mostra Arte e Resistenza in Europa.
Nel 2012 gli è stata dedicata alla Galleria nazionale d'arte di Tirana la retrospettiva intitolata Fantastic Albania.

## Opere in musei e collezioni
Opere di Kodra sono conservate presso la Camera dei deputati, la Galleria Nazionale del Kosovo di Pristina, nella pinacoteca della basilica santuario di Santa Maria de Finibus Terrae a Santa Maria di Leuca, il Museo GAMeC di Bergamo, i Musei Civici di Arte e Storia di Brescia, Casa Museo Boschi - Di Stefano, e il Palazzo Norante di Campomarino (CB), Grattacielo Pirelli di Milano Collezione Regione Lombardia.

## LaIbrahim Kodra Foundation
Nel 1993 venne fondata a Lugano, in Svizzera, la Ibrahim Kodra Foundation, con lo scopo di catalogare, certificare e divulgare le opere del pittore e di portare avanti progetti sociali e culturali per bambini e ragazzi provenienti dai paesi del ex blocco comunista.